# Goodwood Revival
Le Goodwood Revival est un festival de trois jours organisé chaque année en septembre sur le circuit de Goodwood au Royaume-Uni depuis 1998 pour les types de voitures et de motos de course qui auraient concouru pendant la période d'origine du circuit - 1948-1966.
La manifestation regroupe trois évènements en un :
1. Le premier est une suite de courses de voitures d'époque sans concession. Les voitures datent des années 1930 jusque 1966, date d'arrêt des compétitions officielles sur le circuit.
2. Le second est une exhibition d'avions de la seconde guerre mondiale, Supermarine S. 300 à 348 Spitfire, P-51 Mustang ou forteresse volante.
3. Le dernier émane des organisateurs et les spectateurs eux-mêmes, qui sont habillés en vêtements d'époque. Même les voitures d'intervention, du directeur de course, de police et de commerces ambulants sont d'époque.

## Histoire
Le premier Revival a eu lieu 50 ans après que le 9e duc de Richmond et Gordon ont inauguré la piste de course automobile en 1948, en faisant le tour du circuit au volant d'une Bristol 400, qui était alors la berline sportive la plus moderne de Grande-Bretagne. La plupart des visiteurs portent des vêtements d'époque. C'est l'une des courses automobiles les plus populaires au monde et le seul événement au Royaume-Uni qui recrée l'ère du sport automobile des années 1950 et 1960.
La réintroduction des courses sur le circuit a suscité une certaine opposition, mais un groupe de pression numériquement fort, sous la forme de la Goodwood Supporters Association, a finalement permis d'obtenir l'autorisation.

## Courses organisées
- Goodwood Trophy : monoplaces de 1930 à 1951
- Woodcote Cup : monoplaces de 1948 à 1955
- Richmond Trophy : Formule 1 à moteur avant de 1950 à 1960
- Gordon Trophy : Formule 1 à moteur arrière de 1,5 L de 1950 à 1960
- Glover Trophy : Formule 1 de 1961 à 1965
- Earl of March Trophy : monoplaces de 500 cm3 ou Formule 3 de 1948 à 1959
- Chichester Cup : monoplaces de 1 100 cm3 de 1957 à 1961
- Brooklands Trophy : monoplaces de Grand Prix d'avant 1939
- Freddie March Memorial Trophy : voitures de sport de 1952 à 1955
- Royal Automobile Club TT Celebration race : voitures de Grand Tourisme de 1960 à 1964
- Lavant Cup : voitures de sport de 1957 à 1959
- Sussex Trophy : voitures de sport de 1955 à 1960
- Madgwick Cup : voitures de sport de 1955 à 1960 jusque 2,5 litres
- Whitsun Trophy : voitures de Grand Tourisme de 1963 à 1966
- Fordwater Trophy : voitures de Grand Tourisme de série d'avant 1966
- St Mary’s Trophy : voitures de tourisme d'avant 1966

## Voitures présentes
Pour les courses de Formule 1, aux Lotus 18, Lotus 25, Lotus 33 et Ferrari, succèdent les BRM, Vanwall, Brabham, Cooper, Lancia D50, Maserati 250F ou Lola.
Pendant les « remakes » de Grand Prix des années 1930, vous verrez des Bugatti, ERA, Maserati 4CM et Talbot Lago.
Sur les courses de voitures de tourisme, dites « Saloon cars », les grosses cylindrées américaines, Chrysler Barracuda, Ford Falcon, Ford Mustang ou Ford Galaxie, aux petites ou grosses anglaises, Austin Mini Cooper, Austin A35, Lotus Cortina, Jaguar Mark 2, des italiennes Alfa Romeo 1600 GTA, allemandes BMW 1800 Tisa, ou françaises Peugeot 203 servant de faire-valoir.
Les courses de Grand Tourisme permettent de voir des AC Cobra, Ferrari 250 GTO, Jaguar Type E, Aston Martin DB4 ou Chevrolet Corvette.
Enfin, les voitures de sport visibles sont des Maserati Birdcage, Aston Martin DBR1, Dino 246 S ou Jaguar type D

## Les pilotes
Chaque année, un pilote est mis à l'honneur, comme Jackie Stewart en 2006. Mais beaucoup de pilotes, en activité ou à la retraite, viennent participer aux courses, comme Sir Stirling Moss, Sir Jack Brabham, John Surtees, Damon Hill, Phil Hill, Danny Sullivan, Alan Jones, Derek Bell, Allan McNish, Johnny Herbert, Gerhard Berger, Martin Brundle, Jochen Mass, Emanuele Pirro, Patrick Tambay, René Arnoux, David Coulthard ou Henri Pescarolo. Le pilote ayant remporté le plus de courses lors du revival de 2007 est un « Frenchie » : Jean-Marc Gounon.